# Municipio de Crystal (condado de Tama)
El municipio de Crystal (en inglés: Crystal Township) es un municipio ubicado en el condado de Tama en el estado estadounidense de Iowa. En el año 2010 tenía una población de 223 habitantes y una densidad poblacional de 2,38 personas por km².

## Geografía
El municipio de Crystal se encuentra ubicado en las coordenadas 42°9′35″N 92°35′35″O / 42.15972, -92.59306. Según la Oficina del Censo de los Estados Unidos, el municipio tiene una superficie total de 93.7 km², de la cual 93,67 km² corresponden a tierra firme y (0,04 %) 0,03 km² es agua.

## Demografía
Según el censo de 2010, había 223 personas residiendo en el municipio de Crystal. La densidad de población era de 2,38 hab./km². De los 223 habitantes, el municipio de Crystal estaba compuesto por el 98,21 % blancos, el 0,45 % eran asiáticos y el 1,35 % eran de una mezcla de razas. Del total de la población el 1,35 % eran hispanos o latinos de cualquier raza.